# Ninho (futebolista)
Juan Luiz Bermudes, mais conhecido como Ninho (São Paulo, 2 de março de 1903 - São Paulo, 20 de outubro de 1979), foi um futebolista que jogou no Coritiba e na seleção paranaense, atuando como volante, e no primeiro Atletiba da história, ele marcou 4 gols no rival. Depois que encerrou sua carreira no Coritiba, virou árbitro de futebol.

## Coritiba
Conhecido por seu bom futebol, foi considerado um dos melhores jogadores do clube alviverde. Ninho era irmão do centroavante Maxambomba e foi ele que levou Ninho ao Coritiba. Jogou no Coritiba entre 1921 e 1934 e depois voltou para a temporada de 1938, conquistando os títulos estaduais de 1927 e 1933.

## Seleção Paranaense
Jogou entre 1921 até 1928 na Seleção Paranaense e foi convidado para jogar na Seleção Alemã de Futebol, mas recusou afirmando que teria feito isso por amor à sua pátria e ao Coritiba. Em 1928, a Seleção Paranaense ficou em segundo lugar no Campeonato Brasileiro.